# Saarijärvi (sjö i Finland, Lappland, lat 66,92, long 25,25)
Saarijärvi är en sjö i Finland. Den ligger i kommunen Rovaniemi i landskapet Lappland, i den norra delen av landet, 700 km norr om huvudstaden Helsingfors. Saarijärvi ligger 174,8 meter över havet. Arean är 13,9 hektar och strandlinjen är 2,11 kilometer lång. Sjön  ingår i Kemi älvs huvudavrinningsområde. 